# Göran Larsson (simmare)
Stig Axel Göran Larsson, född 24 maj 1932 i Uppsala, död 27 februari 1989 i Österhaninge, var en svensk simmare. Han tog totalt 21 SM-guld, varav 14 stycken på långbana och sju stycken på kortbana.
Larsson vann brons i 100 meter frisim vid Olympiska sommarspelen 1952 i Helsingfors med tiden 57,5.
1949 tilldelades han Stora grabbars märke. Larsson tog fem SM-guld på 50 meter frisim (kortbana): 1953, 1954, 1955, 1956 och 1957. På 100 meter frisim (långbana) tog han guld 1950, 1951, 1952, 1953, 1954 och 1957. På 200 meter frisim (långbana) tog Larsson guld 1950. På 100 meter ryggsim (långbana) tog han guld 1949, 1950, 1951, 1952, 1953, 1954 och 1955. På 200 meter ryggsim (kortbana) tog Larsson guld 1954 och 1955.